# Legends of Tomorrow
DC's Legends of Tomorrow, hoặc đơn giản Legends of Tomorrow, là một bộ phim truyền hình siêu anh hùng của Mỹ được phát triển bởi Greg Berlanti, Marc Guggenheim, Andrew Kreisberg và Phil Klemmer, cũng là nhà sản xuất điều hành cùng với Sarah Schechter và Chris Fedak; Klemmer và Fedak đóng vai trò là người trình diễn. Bộ phim, dựa trên các nhân vật của DC Comics, phát sóng trên The CW và là một spin-off gồm các nhân vật được giới thiệu trong Arrow và The Flash cùng với các nhân vật mới, đặt trong Arrowverse, cùng một vũ trụ hư cấu. Bộ phim được công chiếu vào tháng 1 năm 2016. Legends of Tomorrow hạn cho mùa thứ tư được giới thiệu vào ngày 22 tháng 10 năm 2018.

## Diễn viên
- Victor Garber trong vai Martin Stein / Firestorm
- Brandon Routh trong vai Ray Palmer / Atom
- Arthur Darvill trong vai Rip Hunter
- Caity Lotz trong vai Sara Lance / White Canary
- Franz Drameh trong vai Jefferson "Jax" Jackson / Firestorm
- Jes Macallan trong vai Ava Sharpe
- Ciara Renée trong vai Kendra Saunders / Hawkgirl
- Falk Hentschel trong vai Carter Hall / Hawkman
- Amy Pemberton trong vai Gideon
- Dominic Purcell trong vai Mick Rory / Heat Wave
- Wentworth Miller trong vai Leonard Snart / Captain Cold
- Matt Letscher trong vai Eobard Thawne / Reverse Flash
- Maisie Richardson-Sellers trong vai Amaya Jiwe / Vixen and Charlie
- Nick Zano trong vai Nate Heywood / Steel
- Tala Ashe trong vai Zari Tomaz
- Keiynan Lonsdale trong vai Wally West / Kid Flash